# آلان دي شامبرير
آلان دي شامبرير (بالإنجليزية: Alain de Chambrier)‏ (ولد في مارس 1950م) هو عالم طفيليات، وعالم تصنيف من سويسرا.